# 兰富蜑螺
兰富蜑螺（学名：Nerita rumphii），是原始腹足目蜑螺科蜑螺属的一种。主要分布于台湾，常栖息在海边珊瑚礁、贝壳砂、潮间带岩礁。